# はせひろいち
はせ ひろいち（1960年6月22日 - ）は、日本の劇作家、演出家。岐阜県岐阜市生まれ。劇団ジャブジャブサーキット代表。

## 略歴
1960年、岐阜市に生まれる。岐阜大学卒業後、1984年に劇団ジャブジャブサーキット結成。1989年、地元新聞社退社を期に作・演出に専念。以降、劇団代表。書き下ろし戯曲は110本を越す。観客との想像力共有を計った戯曲と、会話劇にセリフ外の関係性構築を要求する演出論を武器に、演劇に残されたリアリティーを追求する。拠点にアトリエを構えた地域ならではの繊細な芝居作りが信条。90年代に全国的に同時多発した「静かな演劇」の一角を担いつつ、独自の物語性と題材の柔軟さが評価され、その新しい進化型として注目を集める。その後も名古屋市、NHK、愛知県などの主催事業・招待公演などで実績を積み、他劇団への戯曲書き下ろし、演出なども含め、地域発信の全国レベルでの活躍に一層拍車を掛けている。また、ワークショップ講師、高校演劇審査員、シナリオ作家など、劇作家以外の活動の幅も広げている。現在、日本劇作家協会員、日本演出者協会理事、長久手市と岐阜市で「戯曲セミナー」塾長、「静岡文化芸術大学」、「岐阜大学」、「名古屋音楽大学」などで非常勤講師を務める。

## 主な受賞歴など
- 1998年 「非常怪談」「ランチタイムセミナー」の作劇で、第２回松原英次・若尾正也記念演劇賞を受賞[7]。
- 1999年 「不測の神々」にて日本劇作家協会新人戯曲賞 の優秀賞[8]を受賞。
- 2000年 岐阜市芸術文化奨励賞を受賞[9]。
- 2004年 名古屋市芸術奨励賞を受賞[10]。
- 2007年 岐阜県芸術文化奨励賞を受賞。